# Pulvinarisca inopheron
Pulvinarisca inopheron är en insektsart som först beskrevs av Robert Malcolm Laing 1925.  Pulvinarisca inopheron ingår i släktet Pulvinarisca och familjen skålsköldlöss. Inga underarter finns listade i Catalogue of Life.